# Триест (провинция)
Триест (на италиански: Provincia di Trieste; на словенски: Tržaška pokrajina) е провинция в Италия, в региона Фриули-Венеция Джулия.
Площта ѝ е 212 км², а населението – около 237 000 души (2007). Провинцията включва 6 общини, административен център е град Триест.
Това е най-малката провинция по площ в Италия, с най-малкия брой общини. Освен италиански и словенският е официален език на провинциалното управление.

## Административно деление
Провинцията се състои от 6 общини:
| Община                | Население |
| --------------------- | --------- |
| Триест                | 208.599   |
| Дуино-Ауризина        | 8.698     |
| Згонико               | 2.118     |
| Монрупино             | 869       |
| Муджа                 | 13.409    |
| Сан Дорлиго дела Вале | 5.999     |